# Hofburg

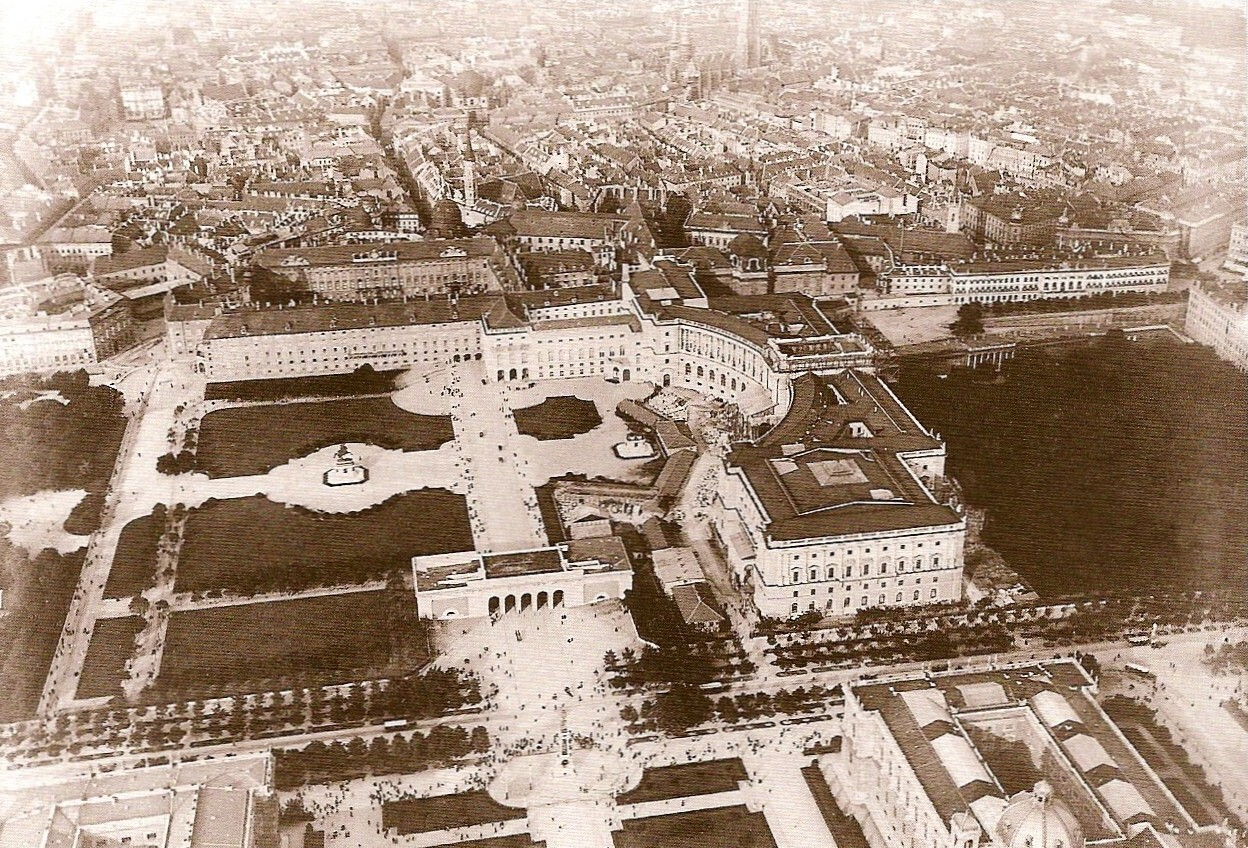
De Hofburg rond 1900 vanuit een luchtballon

De Hofburg is een paleis in Wenen. Het was vanaf de dertiende eeuw tot 1918 de residentie van de Habsburgse aartshertogen van Oostenrijk. Sinds 1945 is hij de officiële residentie van de bondspresident van Oostenrijk. De woonvertrekken van de Habsburgers zijn te bezichtigen. In het gebouwencomplex bevindt zich ook de Österreichische Nationalbibliothek. De Hofburg was de winterresidentie, Schloss Schönbrunn de zomerresidentie. 

## Geschiedenis
Onder de Habsburgse keizer Rudolf I werd in 1279 een begin gemaakt met de bouw van een burcht op de plaats van de Schweizerhof. In de daaropvolgende eeuwen werd dit gebouw zo vaak verbouwd en uitgebreid dat er niets meer te zien is van de oorspronkelijke burcht. In middeleeuwse documenten wordt gesproken over het castro wiennensi en de Alte Burg. Het gebouw zag er toentertijd nog uit als een typische middeleeuwse burcht met hoektorens en een grote binnenplaats.
Toen keizer Ferdinand I in het midden van de zestiende eeuw zijn residentie naar Wenen verplaatste, begon de verbouwing van de Alte Burg tot de renaissancistische Hofburg. Bestaande vleugels werden vergroot en nieuwe werden gebouwd. Alle Habsburgse heersers wilden hun stempel op de Hofburg drukken, waardoor de Hofburg een rondgang door de architectuurgeschiedenis is geworden. Vleugels uit de middeleeuwen, renaissance, barok en vleugels in de historiserende stijl van de negentiende en vroege twintigste eeuw zijn allemaal te vinden in dit gebouwencomplex.
In de periode 1881–1913 vond met de bouw van de Neue Burg de grootste uitbreiding van de Hofburg plaats. De Neue Burg is een gigantische gebogen vleugel die zich van de oudere delen van de Hofburg tot aan de Ringstraße uitstrekt. Vanaf het balkon van de Neue Burg kondigde Adolf Hitler in 1938 de Anschluss van Oostenrijk af.
Tussen najaar 2017 en najaar 2022 was de Hofburg tijdelijk de zetel van het parlement van Oostenrijk. Tijdens de renovatie van het parlementsgebouw vergaderden zowel de Nationale Raad als de Bondsraad in de Redoutenzaal van de Hofburg.

## Bezienswaardigheden
In de Hofburg vindt men tegenwoordig de volgende bezienswaardigheden:
- De Neue Burg aan de Heldenplatz

- De Alte Burg met daarin:
  - Het Albertina
  - De Augustijnenkerk
  - De Spanische Reitschule
  - De Hofbibliotheek, nu de Österreichische Nationalbibliothek
  - De keizerlijke appartementen
  - Het Sissi-Museum
  - De Schweizertor
  - Schatkamer

De keizerlijke appartementen rond de Amalienburg zien er vandaag de dag nog hetzelfde uit als in de tijd van keizer Frans Jozef en keizerin Elisabeth (Sisi).

## Fotogalerij

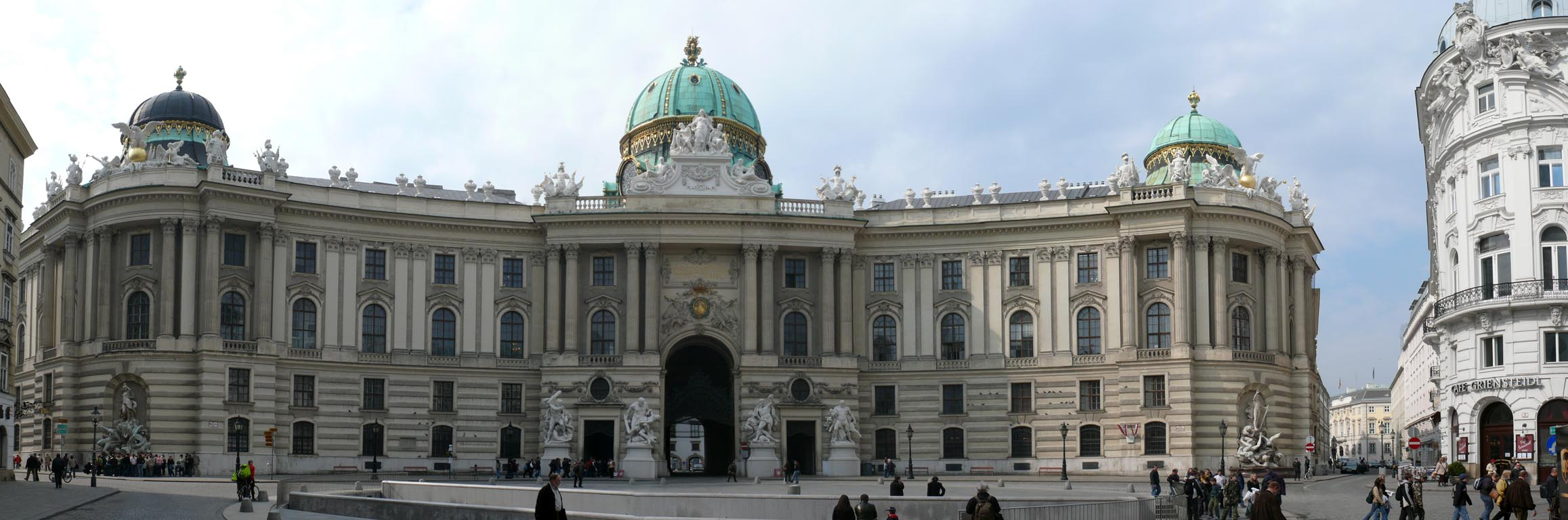
De Michaelvleugel
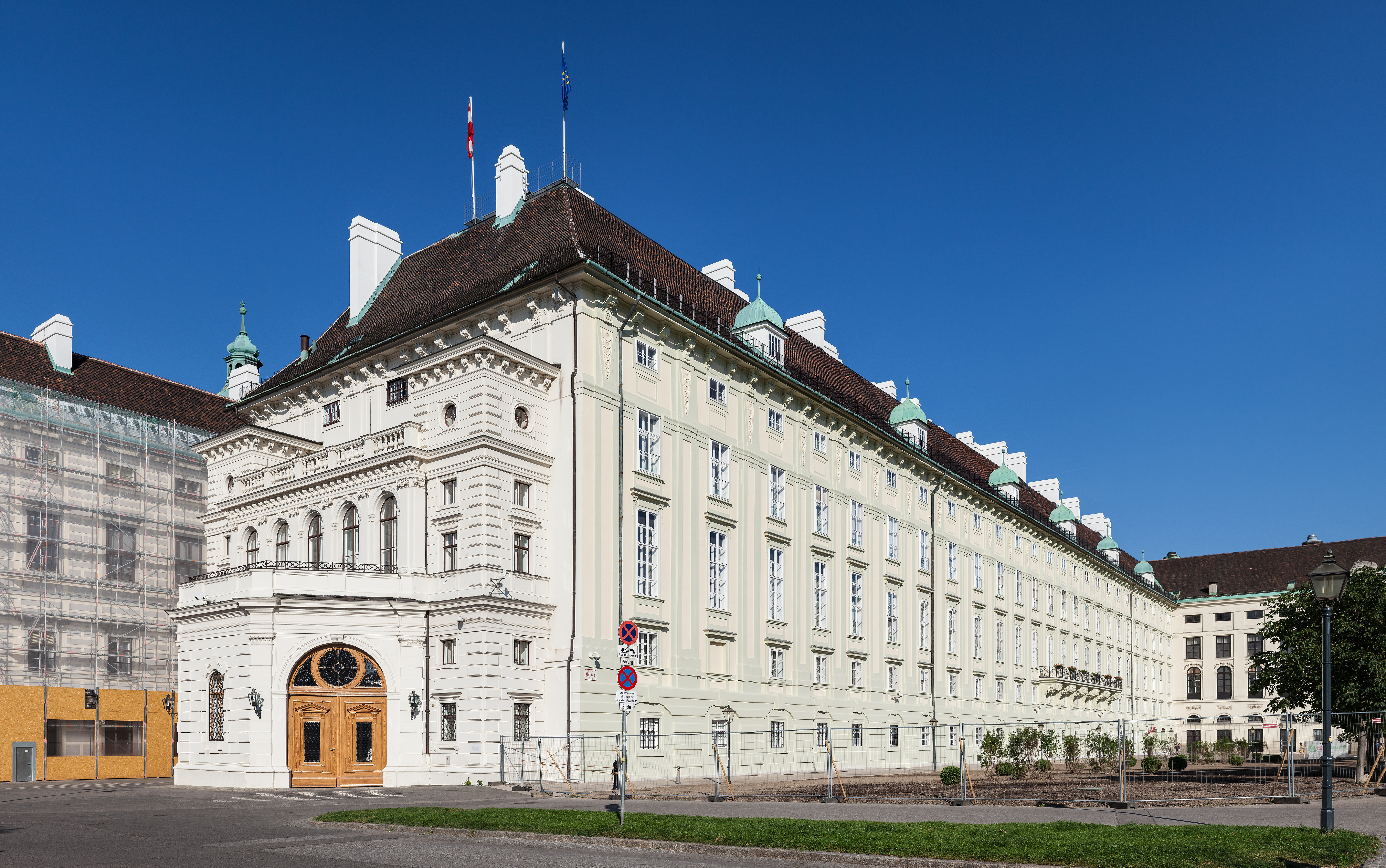
De Leopoldvleugel met daarin de kantoren van de Bondspresident
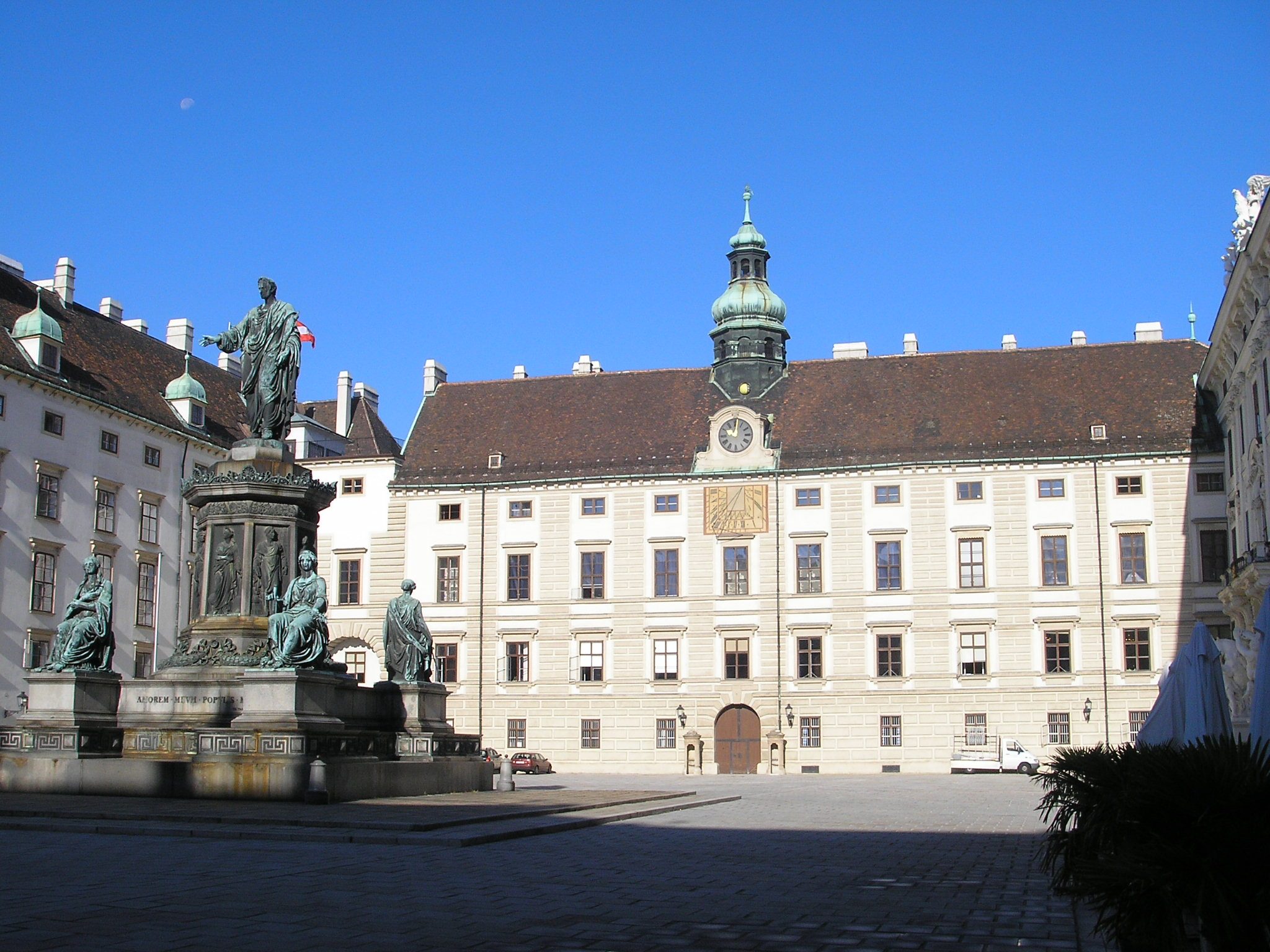
De Amalienburg
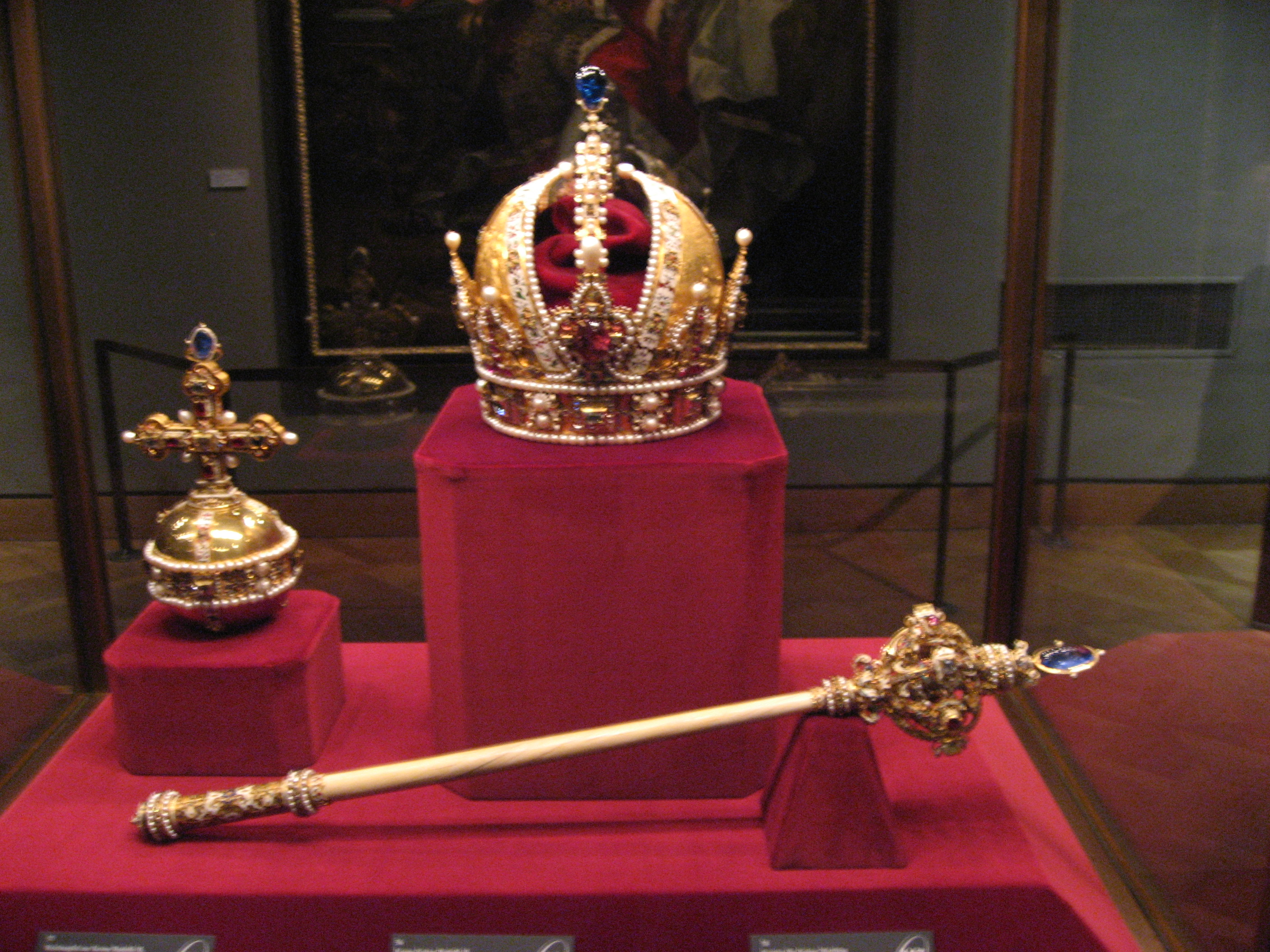
Juwelen in de schatkamer
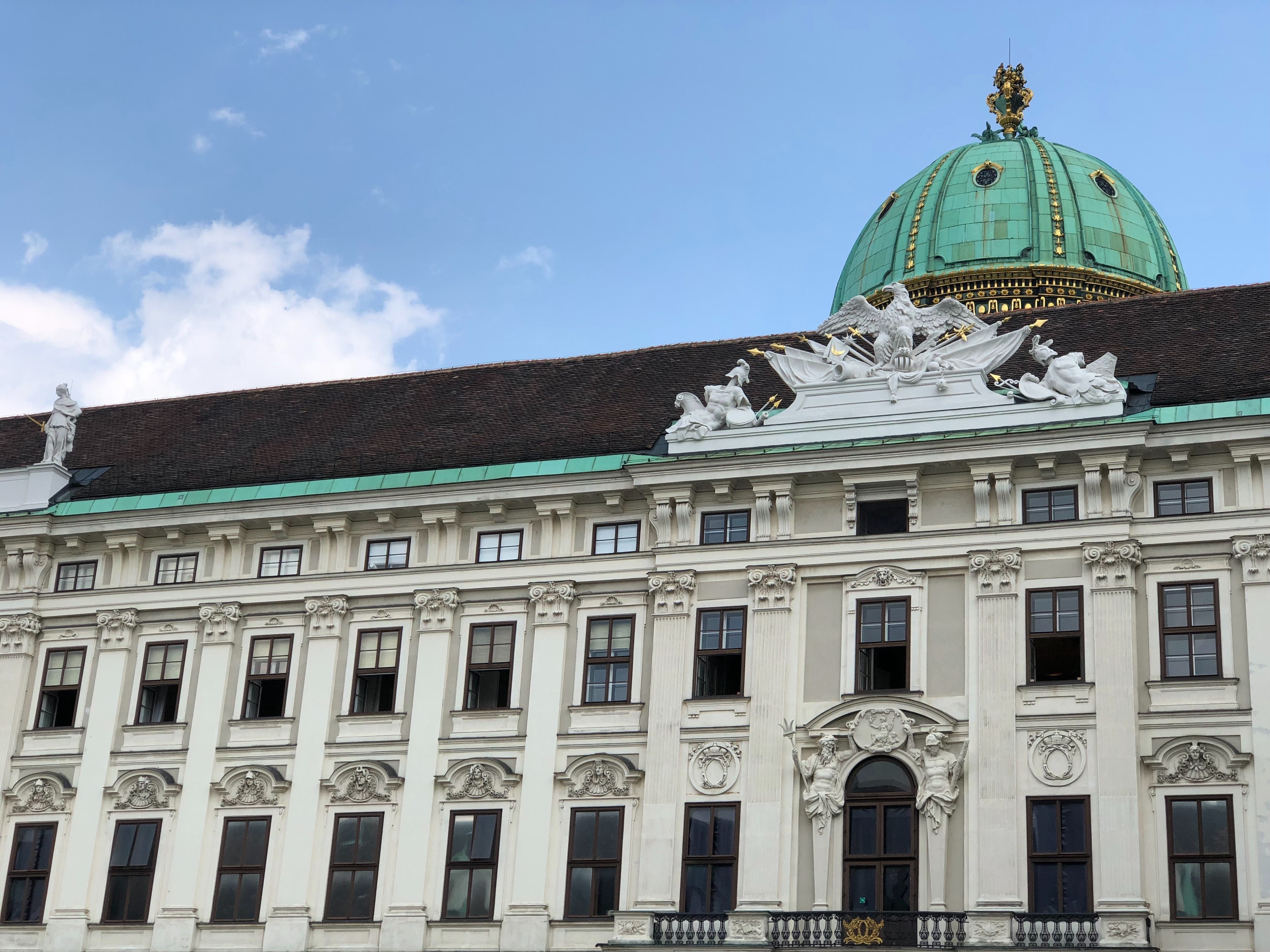
Michaelvleugel

Archeologisch park Carnuntum (Neder-Oostenrijk) ·
Het keizerlijke paleis van Wenen (Wenen) ·
Werkbundwijken in Europa: Werkbundsiedlung Wenen (Wenen) ·
Wandelpad Cisterscapes: Stift Rein (Gratwein-Straßengel) / Stift Zwettl (Zwettl)